# Trollkjelpiggen
Trollkjelpiggen är en bergstopp i  Östantarktis. Den ligger i ett område som Norge gör anspråk på. Trollkjelpiggen når en höjd av 1 086 meter över havet.
Terrängen runt Trollkjelpiggen är huvudsakligen kuperad. Trollkjelpiggen är den högsta punkten i trakten.